# Лауреаты Сталинской премии в области литературы и искусства (1941)
В 1941 году были названы лауреаты премии за достижения последних 6-7 лет в Постановлении Совета народных комиссаров СССР «О присуждении Сталинских премий в области искусства и литературы» (опубликовано в газете «Известия» 15 марта 1941 года).

## а. Музыка
Первая степень — 100 000 рублей
1. Мясковский, Николай Яковлевич, профессор МГК имени П. И. Чайковского, — за 21-ю симфонию (1940)
2. Шапорин, Юрий Александрович, профессор МГК имени П. И. Чайковского, — за симфонию-кантату «На поле Куликовом» (1939)
3. Шостакович, Дмитрий Дмитриевич, профессор ЛГК имени Н. А. Римского-Корсакова, — за фортепианный квинтет (1940)

Вторая степень — 50 000 рублей
1. Богатырёв, Анатолий Васильевич, — за оперу «В пущах Полесья», поставленную на сцене БелБАТОБ (1940)
2. Гаджибеков, Узеир Абдул Гусейн оглы, профессор АзГК, — за оперу «Кёр-Оглы» (1937)
3. Киладзе, Григорий Варфоломеевич — за симфоническую поэму «Отшельник» (1936)
4. Ревуцкий, Лев Николаевич, профессор КГК имени П. И. Чайковского, — за 2-ю симфонию (1940)
5. Хачатурян, Арам Ильич — за скрипичный концерт (1940)

## б. Живопись
Первая степень — 100 000 рублей
1. Герасимов Александр Михайлович — за картину «И. В. Сталин и К. Е. Ворошилов в Кремле» (1938)
2. Иогансон, Борис Владимирович, профессор ВАХ, — за картину «На старом Уральском заводе» («Урал демидовский») (1937)
3. Нестеров, Михаил Васильевич, академик живописи, — портрет академика И. П. Павлова (1935)

Вторая степень — 50 000 рублей
1. Ефанов, Василий Прокофьевич — за картину «Незабываемая встреча» (1938)
2. Самокиш, Николай Семёнович, академик живописи, — за картину «Переход Красной Армии через Сиваш» (1935)
3. Сарьян, Мартирос Сергеевич — за оформление оперного спектакля «Алмаст» А. А. Спендиарова, поставленного на сцене АрмАТОБ имени А. А. Спендиарова (1939)
4. Тоидзе, Ираклий Моисеевич — за иллюстрации к поэме «Шота Руставели Витязь в тигровой шкуре» (1937)
5. Федоровский, Фёдор Фёдорович — за оформление оперного спектакля «Князь Игорь» А. П. Бородина, поставленного на сцене ГАБТ (1934)

## в. Скульптура
Первая степень — 100 000 рублей
1. Меркуров, Сергей Дмитриевич — за скульптурную фигуру И. В. Сталина на ВСХВ в Москве (1940) и скульптурную фигуру В. И. Ленина в зале заседаний ВС СССР (1939)
2. Мухина, Вера Игнатьевна — за скульптуру «Рабочий и колхозница» (1937)

Вторая степень — 50 000 рублей
1. Ингал, Владимир Иосифович и Боголюбов, Вениамин Яковлевич — за скульптурную фигуру С. Орджоникидзе (1937)
2. Какабадзе, Силован Якимович — за монумент И. В. Сталину в Тбилиси (1939)
3. Манизер, Матвей Генрихович, профессор ВАХ, — за памятник В. И. Ленину в Ульяновске (1940)
4. Томский (Гришин) Николай Васильевич — за памятник С. М. Кирову в Ленинграде (1939)

## г. Архитектура
Первая степень — 100 000 рублей
1. Заболотный, Владимир Игнатьевич — за архитектурный проект здания Верховного Совета УССР в Киеве (1939)
2. Чечулин, Дмитрий Николаевич — за архитектурные проекты станций «Киевская» и «Комсомольская площадь» Московского метрополитена имени Л. М. Кагановича (1935—1938)
3. Щусев, Алексей Викторович, академик архитектуры, — за архитектурный проект здания Института Маркса-Энгельса-Ленина в Тбилиси (1938)

Вторая степень — 50 000 рублей
1. Душкин, Алексей Николаевич и Лихтенберг, Яков Григорьевич — за архитектурный проект станции «Дворец Советов» Московского метрополитена имени Л. М. Кагановича (1937)
2. Иофан, Борис Михайлович, академик архитектуры, — за архитектурный проект здания советского павильона на Парижской выставке 1937 года
3. Дадашев, Садых Алекперович и Усейнов, Микаэль Алескерович — за архитектурный проект павильона АзССР на ВСХВ в Москве (1939)
4. Курдиани, Арчил Григорьевич — за архитектурный проект павильона ГССР на ВСХВ в Москве (1939)
5. Мордвинов, Аркадий Григорьевич, и Гольц, Георгий Павлович, академики архитектуры, — за архитектурные проекты жилых домов на Большой Калужской улице в Москве (1940)

## д. Театрально-драматическое искусство
Первая степень — 100 000 рублей
1. Тарасова, Алла Константиновна, артистка МХАТ имени М. Горького, — за выдающиеся достижения в области театрально-драматического искусства
2. Хорава, Акакий Алексеевич, артист ГрГАДТ имени Ш. Руставели, — за выдающиеся достижения в области театрально-драматического искусства
3. Хмелёв, Николай Павлович, артист МХАТ имени М. Горького, — за выдающиеся достижения в области театрально-драматического искусства

Вторая степень — 50 000 рублей
1. Бабанова, Мария Ивановна, артистка МТР, — за большие достижения в области театрально-драматического искусства
2. Бучма, Амвросий Максимилианович, артист КУАДТ имени И. Я. Франко, — за большие достижения в области театрально-драматического искусства
3. Вагаршян, Вагарш Богданович, артист АрмАДТ имени Г. М. Сундукяна, — за большие достижения в области театрально-драматического искусства
4. Глебов (Сорокин) Глеб Павлович, артист БелАДТ имени Я. Купалы, — за большие достижения в области театрально-драматического искусства
5. Скоробогатов, Константин Васильевич, артист ЛАТД имени А. С. Пушкина, — за большие достижения в области театрально-драматического искусства

## е. Оперное искусство
Первая степень — 100 000 рублей
1. Барсова, Валерия Владимировна, артистка ГАБТ, — за выдающиеся достижения в области театрально-вокального искусства
2. Михайлов, Максим Дормидонтович, артист ГАБТ, — за выдающиеся достижения в области театрально-вокального искусства
3. Рейзен, Марк Осипович, артист ГАБТ, — за выдающиеся достижения в области театрально-вокального искусства
4. Козловский, Иван Семёнович, артист ГАБТ, — за выдающиеся достижения в области театрально-вокального искусства

Вторая степень — 50 000 рублей
1. Александровская, Лариса Помпеевна, артистка БелБАТОБ, — за большие достижения в области театрально-вокального искусства
2. Гайдай, Зоя Михайловна, артистка КУАТОБ имени Т. Г. Шевченко, — за большие достижения в области театрально-вокального искусства
3. Лемешев, Сергей Яковлевич, артист ГАБТ, — за большие достижения в области театрально-вокального и киноискусства
4. Пазовский, Арий Моисеевич — за постановку оперы «Иван Сусанин» М. И. Глинки на сцене ЛАТОБ имени С. М. Кирова (1939)
5. Самосуд, Самуил Абрамович — за постановку оперы «Иван Сусанин» М. И. Глинки на сцене ГАБТ (1939)
6. Шпиллер, Наталья Дмитриевна, артистка ГАБТ, — за большие достижения в области театрально-вокального искусства

## ж. Балетное искусство
Первая степень — 100 000 рублей
1. Лепешинская, Ольга Васильевна, артистка балета ГАБТ — за выдающиеся достижения в области балетного искусства
2. Уланова, Галина Сергеевна, артистка балета ЛАТОБ имени С. М. Кирова, — за выдающиеся достижения в области балетного искусства
3. Чабукиани, Вахтанг Михайлович, артист балета ЛАТОБ имени С. М. Кирова, — за выдающиеся достижения в области балетного искусства

Вторая степень — 50 000 рублей
1. Дудинская, Наталия Михайловна, артистка балета ЛАТОБ имени С. М. Кирова, — за большие достижения в области балетного искусства
2. Мессерер, Асаф Михайлович, артист балета ГАБТ, — за большие достижения в области балетного искусства
3. Семёнова, Марина Тимофеевна, артистка балета ГАБТ, — за большие достижения в области балетного искусства
4. Файер, Юрий Фёдорович, дирижёр ГАБТ, — за высокое мастерство дирижирования балетами
5. Ханум, Тамара (Петросян Тамара Артёмовна) — за высокое мастерство исполнения узбекских народных танцев

## з. Кинематография
Первая степень — 100 000 рублей
1. Александров (Мормоненко) Григорий Васильевич, режиссёр, Дунаевский Исаак Осипович (Иосифович), композитор, Орлова, Любовь Петровна, исполнительница ролей Марион Диксон и Стрелки, Ильинский, Игорь Владимирович, исполнитель роли Ивана Ивановича Бывалова, — за кинокартины «Цирк» (1936) и «Волга, Волга» (1938), снятые на киностудии «Мосфильм»
2. Васильев Сергей Дмитриевич, Васильев, Георгий Николаевич, режиссёры; Бабочкин, Борис Андреевич, исполнитель заглавной роли, — за кинокартину «Чапаев» (1934), снятую на киностудии «Ленфильм»
3. Довженко, Александр Петрович, режиссёр, Самойлов, Евгений Валерианович, исполнитель заглавной роли, Скуратов, Иван Фёдорович, исполнитель роли В. Н. Боженко, — за кинокартину «Щорс» (1939), снятую на Киевской киностудии
4. Козинцев Григорий Михайлович (Моисеевич), Трауберг, Леонид Захарович, режиссёры; Чирков, Борис Петрович, исполнитель заглавной роли, — за кинокартины «Юность Максима» («1934), Возвращение Максима» (1937), «Выборгская сторона»,  (1938), снятые на киностудии «Ленфильм»
5. Ромм, Михаил Ильич, режиссёр, Каплер Алексей (Лазарь) Яковлевич, сценарист, Щукин, Борис Васильевич (посмертно), исполнитель заглавной роли, Охлопков, Николай Павлович, исполнитель роли большевика Василия, — за кинокартины: «Ленин в Октябре» (1937) и «Ленин в 1918 году» (1938), снятые на киностудии «Мосфильм»
6. Петров Владимир Михайлович, режиссёр, Симонов, Николай Константинович, исполнитель заглавной роли, Жаров, Михаил Иванович, исполнитель роли князя А. Д. Меншикова, — за двухсерийную кинокартину «Пётр I» (1937, 1938), снятую на киностудии «Ленфильм»
7. Пудовкин, Всеволод Илларионович, режиссёр, Доллер, Михаил Иванович, сорежиссёр, Ханов, Александр Александрович, исполнитель роли Кузьмы Минина, Ливанов, Борис Николаевич, исполнитель роли князя Д. М. Пожарского, Черкасов (Сергеев) Николай Петрович, исполнитель роли А. В. Суворова, — за кинокартины «Минин и Пожарский» («1939) и Суворов» (1940), снятые на киностудии «Мосфильм»
8. Пырьев, Иван Александрович, режиссёр, Ладынина, Марина Алексеевна, исполнительница роли Марьяны Бажан, Крючков, Николай Афанасьевич, исполнитель роли Клима Ярко, — за кинокартину «Трактористы» (1939), снятую на Киевской киностудии
9. Чиаурели, Михаил Эдишерович, режиссёр, Цагарели, Георгий Константинович, сценарист, Геловани, Михаил Георгиевич, исполнитель роли И. В. Сталина, Багашвили, Спартак Леванович, исполнитель ролей Арсена и Георгия, — за кинокартины «Арсен» (1937) и «Великое зарево» (1938), снятые на Тбилисской киностудии
10. Эйзенштейн, Сергей Михайлович, режиссёр, Павленко, Пётр Андреевич, сценарист, Черкасов, Николай Константинович, исполнитель заглавной роли, Абрикосов, Андрей Львович, исполнитель роли Гаврилы Олексича, — за кинокартину «Александр Невский» (1938), снятую на киностудии «Мосфильм»

Вторая степень — 50 000 рублей
1. Бек-Назаров (Бекназарян) Амо (Амбарцум) Иванович, режиссёр, Нерсесян, Рачия Нерсесович, исполнитель роли Акопяна, Аветисян, Авет (Восканян Авет Маркосович), исполнитель роли Спарапета — за кинокартину «Зангезур» (1938), снятую на Ереванской киностудии
2. Беляев, Василий Николаевич, режиссёр; Ешурин, Владимир Семёнович, Коган, Соломон Яковлевич, Симонов, Георгий Александрович, Фомин, Сергей Николаевич, Печул, Филипп Иванович, операторы хроники, Соколовский, Алексей Николаевич, ассистент оператора хроники, — за кинокартину «Линия Маннергейма» (1940), снятую на Ленинградской студии кинохроники
3. Герасимов, Сергей Аполлинариевич режиссёр, Макарова, Тамара Фёдоровна, исполнительница роли Аграфены Шумилиной, — за кинокартину «Учитель» (1939), снятую на киностудии «Ленфильм»
4. Дзиган, Ефим Львович, режиссёр, Покрасс, Дмитрий Яковлевич, композитор, — за кинокартины: «Мы из Кронштадта» (1936) и «Если завтра война…» (1938) производства киностудии «Мосфильм»
5. Донской, Марк Семёнович, режиссёр, Массалитинова, Варвара Осиповна, исполнительница роли бабушки Акулины Ивановны, — за кинокартины: «Детство Горького» («1938) и В людях» («1938), снятые на киностудии Союздетфильм»
6. Згуриди, Александр Михайлович, режиссёр; Пискунов, Михаил Григорьевич (посмертно), Троянский, Глеб Александрович, операторы; Лебедев Владимир Николаевич, Мантейфиль Пётр Александрович, научные консультанты, — за кинокартины «В глубинах моря» (1939) и «Сила жизни» (1940), снятые на киностудии «Центрнаучфильм»
7. Иванов-Барков, Евгений Алексеевич, режиссёр, Алисова, Нина Ульяновна, исполнительница заглавной роли, Карлиев, Алты, исполнитель роли наездника Нури, — за кинокартину «Дурсун» (1940), снятую на Ашхабадской киностудии
8. Ивановский, Александр Викторович, режиссёр, Фёдорова, Зоя Алексеевна, исполнительница роли Клавдии Васильевны Белкиной, Гарин (Герасимов) Эраст Павлович, исполнитель роли Фёдора Терентьевича Тараканова, — за кинокартину «Музыкальная история» (1940), снятую на киностудии «Ленфильм»
9. Копалин, Илья Петрович, Посельский, Иосиф Михайлович, режиссёры; Богомолов, Николай Васильевич, Ковальчук, Александр Петрович, Кричевский, Абрам Григорьевич, Ковальчук, Всеволод Львович, Штатланд, Виктор Александрович, Шафран, Аркадий Менделевич, Койфман, Марк Борисович, Козаков, Абрам Наумович, операторы, — за кинокартину «На Дунае» (1940)
10. Луков, Леонид Давыдович, режиссёр, Нилин, Павел Филиппович, сценарист, — за 1-ю серию кинокартины «Большая жизнь» (1939), снятую на Киевской киностудии
11. Райзман, Юлий Яковлевич, режиссёр, Пельтцер, Иван Романович, исполнитель роли рабочего Захаркина, Дорохин, Николай Иванович, исполнитель роли Петра Захаркина, — за кинокартину «Последняя ночь» (1936), снятую на киностудии «Мосфильм»
12. Хейфиц, Иосиф Ефимович, Зархи, Александр Григорьевич, режиссёры, — за кинокартину «Депутат Балтики» (1936), снятую на киностудии «Ленфильм»
13. Шенгелая, Николай Михайлович, режиссёр, Вачнадзе, (Нато) Наталия Георгиевна, исполнительница роли колхозницы Нани, — за кинокартины «Элисо» (1928) и «Золотистая долина» (1937), снятые на Тбилисской киностудии
14. Эрмлер, Фридрих Маркович (Бреслав Владимир Михайлович), режиссёр, Зражевский, Александр Иванович, исполнитель роли Владимира Петровича Дубока, Боголюбов, Николай Иванович, исполнитель роли Петра Михайловича Шахова, — за двухсерийную кинокартину «Великий гражданин» (1937, 1939), снятую на киностудии «Ленфильм»
15. Юткевич, Сергей Иосифович, режиссёр, Любашевский, Леонид Соломонович, исполнитель заглавной роли, — за кинокартину «Яков Свердлов» («1940), снятую на киностудии Союздетфильм»

## и. Художественная проза
Первая степень — 100 000 рублей
1. Толстой, Алексей Николаевич, д. ч. АН СССР, — за роман «Пётр I»
2. Сергеев-Ценский (Сергеев) Сергей Николаевич — за роман «Севастопольская страда» (1939—1940)
3. Шолохов, Михаил Александрович, д. ч. АН СССР, — за роман «Тихий Дон» (1940)

Вторая степень — 50 000 рублей
1. Вирта (Карельский) Николай Евгеньевич — за роман «Одиночество» (1935)
2. Киачели, Лео (Шенгелая Леон Михайлович) — за роман «Гвади Бигва» (1938)
3. Новиков-Прибой (Новиков) Алексей Силыч — за 2-ю часть романа «Цусима» (1932—1935)

## к. Поэзия
Первая степень — 100 000 рублей
1. Асеев, Николай Николаевич — за поэму «Маяковский начинается» (1940)
2. Купала, Янка (Луцевич Иван Доминикович) — за сборник стихов «От сердца» (1940)
3. Тычина, Павел Григорьевич — за сборник стихов «Чувство семьи единой» (1938)

Вторая степень — 50 000 рублей
1. Джабаев, Джамбул — за общественные произведения
2. Лебедев-Кумач (Лебедев) Василий Иванович — за стихотворные тексты общеизвестных песен
3. Леонидзе, Георгий Николаевич — за поэму «Детство вождя» («Сталин», часть 1. «Детство и отрочество») (1939)
4. Михалков, Сергей Владимирович — за стихи для детей
5. Твардовский, Александр Трифонович — за поэму «Страна Муравия» (1936)

## л. Драматургия
Первая степень — 100 000 рублей
1. Тренёв, Константин Андреевич — за пьесу «Любовь Яровая», поставленную в новой редакции 1937 года
2. Корнейчук, Александр Евдокимович — за пьесы «Платон Кречет» (1936) и «Богдан Хмельницкий» (1939)
3. Погодин (Стукалов) Николай Фёдорович — за пьесу «Человек с ружьём» (1937)

Вторая степень — 50 000 рублей
1. Вургун, Самед (Векилов Самед Юсиф оглы) — за пьесу «Вагиф» (1939)
2. Крапива (Атрахович) Кондрат Кондратьевич — за пьесу «Кто смеётся последним» (1939)
3. Соловьёв Владимир Александрович — за пьесу «Фельдмаршал Кутузов» (1940)

## м. Литературная критика
Первая степень — 100 000 рублей
1. Грабарь, Игорь Эммануилович, профессор, — за книгу «Репин» (1937)